# Otto Tressler

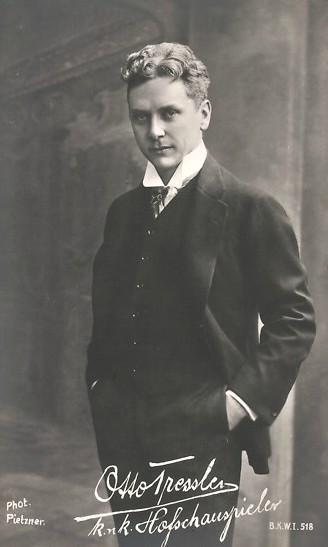
Tressler, c. 1895

Otto Tressler, auch Otto Treßler, eigentlich Otto Karl August Meyer bzw. Otto Karl August Mayer, (* 13. April 1871 in Stuttgart; † 27. April 1965 in Wien) war ein deutsch-österreichischer Schauspieler und Theaterregisseur.

## Leben
Tressler besuchte einige Jahre lang das Dillmann-Realgymnasium in Stuttgart, bevor er als Buchhändler und Kaufmann arbeitete. Zunächst Laiendarsteller, wurde er 1892 von Joachim Gans zu Putlitz entdeckt und daraufhin Berufsschauspieler. Er erhielt ein Engagement am Hoftheater von Stuttgart, wo er als „Stahlfeder“ in Schwert des Damokles debütierte, und am Deutschen Volkstheater in Wien.
Von 1896 bis 1961 spielte er am Burgtheater insgesamt 383 Rollen. Er verkörperte unter anderem den Franz Moor in Die Räuber, die Titelfiguren von Clavigo, Peer Gynt und Hamlet, den Mephisto in Faust und Fiesco in Die Verschwörung des Fiesco zu Genua. 1902 erhielt er das Dekret als kaiserlicher Hofschauspieler, 1915 wurde er Oberregisseur.
Ab 1914 spielte er auch in verschiedenen Filmen mit. Er stellte meist hochrangige Persönlichkeiten dar, anfangs in Haupt-, später nur noch in Nebenrollen.
In einer deutsch-ungarisch Gemeinschafts-Produktion entstand der 1936 fertiggestellte Film Sein letztes Modell. Darsteller waren Otto Tressler, der ungarische Bariton Alexander Svéd, Hilde von Stolz, Rudolf Carl, Camilla Horn und der Schauspieler Paul Javor vom Staatstheater Budapest.

Tressler war ein Freund der Erzherzogin Maria Josepha. Er war viermal verheiratet. Zuerst heiratete er in Stuttgart seine Kollegin Sophie von Dierkes, die als Sophie Tressler ebenfalls am Burgtheater kleinere Rollen spielte. In zweiter Ehe war er mit Eleonore Keil von Bündten verheiratet (dieser Ehe entstammten die Kinder Dieter und Georg), ab 1928 in dritter Ehe verheiratet mit der Schauspielerin Hilde Wagener, in vierter Ehe mit Hilde Tressler (geborene Toscani).

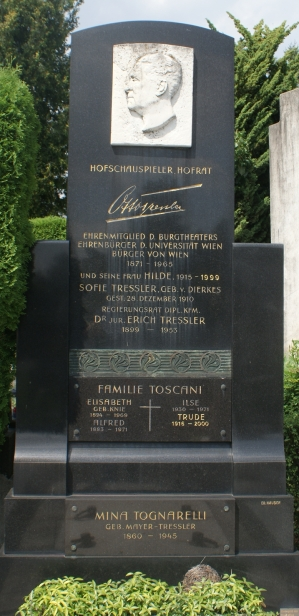
Grabstätte von Otto Tressler

Er war seit 1931 Bürger der Stadt Wien und bekam den Ehrenring der Stadt Wien zweimal verliehen (1937 und 1951). Er zählte zu den ersten Mietern im ersten Wiener Hochhaus in der Herrengasse, wo er bis zu seinem Tod lebte, um kürzere Wege zu den Proben und Aufführungen im Burgtheater zu haben. Tressler stand 1944 in der Gottbegnadeten-Liste des Reichsministeriums für Volksaufklärung und Propaganda.
Otto Tressler gehörte der Universitätssängerschaft Barden Wien an.
Sein Sohn Georg Tressler wurde ein berühmter Regisseur, seine Enkelin Melanie Tressler ist Schauspielerin.
Otto Tressler starb 1965 im Alter von 94 Jahren in Wien. Er ruht in einer ehrenhalber gewidmeten Grabstelle auf dem Döblinger Friedhof in Wien (Gruppe 25, Gruft 16), neben seiner vierten Gattin Hilde Tressler.

## Filmografie
- 1914: Zwei Freunde
- 1918: Das Geheimnis des Goldpokals
- 1921: Die Narrenkappe der Liebe
- 1921: Frau Dorothys Bekenntnis
- 1921: Der Roman eines Dienstmädchens
- 1921: Das Weib des Irren
- 1921: Kinder der Finsternis, 1. Teil: Der Mann aus Neapel
- 1922: Kinder der Finsternis, 2. Teil: Kämpfende Welten

- 1923: Pflicht und Ehre
- 1926: Parkettsessel 47
- 1928: Der rote Kreis
- 1930: Sturm im Wasserglas
- 1933: Leise flehen meine Lieder
- 1933: Wenn du jung bist, gehört dir die Welt
- 1934: Die Insel
- 1934: Abenteuer eines jungen Herrn in Polen
- 1935: Episode
- 1936: Mädchenjahre einer Königin
- 1936: Das Hofkonzert
- 1936: Sein letztes Modell
- 1937: Gefährliches Spiel
- 1938: Prinzessin Sissy
- 1939: Ins blaue Leben
- 1939: Ich bin Sebastian Ott
- 1939: Leinen aus Irland
- 1941: Kameraden
- 1942: Wien 1910
- 1942: Zwei glückliche Menschen
- 1943: Die schwarze Robe
- 1943: Romantische Brautfahrt
- 1944: Die Zaubergeige
- 1944: Opfergang
- 1948: Arlberg-Express
- 1948: An klingenden Ufern
- 1951: Kleiner Peter, große Sorgen (Stadtpark)
- 1951: Maria Theresia
- 1952: 1. April 2000
- 1953: Franz Schubert – Ein Leben in zwei Sätzen
- 1954: Mädchenjahre einer Königin
- 1955: Zwei Herzen und ein Thron
- 1955: Sissi
- 1956: Sissi, die junge Kaiserin
- 1957: Wien, du Stadt meiner Träume
- 1960: Geständnis einer Sechzehnjährigen

## Auszeichnungen
- 1902: Hofschauspieler
- 1931: Bürger ehrenhalber der Stadt Wien
- 1935: Hofrat
- 1937: Österreichisches Ehrenkreuz für Kunst und Wissenschaft I. Klasse
- 1937: Ehrenring der Stadt Wien
- 1938: Staatsschauspieler
- 1941: Goethe-Medaille für Kunst und Wissenschaft
- 1942: Goldenes Treudienst-Ehrenzeichen
- 1951: Ehrenring der Stadt Wien (Neuerliche Überreichung wegen Kriegsverlustes)[5]
- 1956: Großes Ehrenzeichen für Verdienste um die Republik Österreich
- 1961: Großes Verdienstkreuz des Verdienstordens der Bundesrepublik Deutschland
- 1961: Ehrenbürger der Universität Wien[6]
- 1963: Österreichisches Ehrenkreuz für Wissenschaft und Kunst I. Klasse